# Cariniana pyriformis
Cariniana pyriformis (tên tiếng Anh: Colombian Mahogany hoặc Abarco) là một loài thực vật linhin thuộc họ Lecythidaceae.
Nó được tìm thấy ở Brasil, Colombia, Costa Rica, và Venezuela.
Nó bị đe dọa do mất nơi sống.